# Tunnel de Saint-Germain (Saint-Germain-en-Laye)
Pour les articles homonymes, voir Tunnel de Saint-Germain.
Le tunnel de Saint-Germain est un tunnel situé à Saint-Germain-en-Laye dans le département des Yvelines, emprunté par l'autoroute A14. Il est ouvert à la circulation en même temps que l'autoroute, le 6 novembre 1996.

## Caractéristiques
Long de 2 810 mètres, le tunnel comprend deux tubes monodirectionnels qui passent sous la grande terrasse de Saint-Germain-en-Laye et la forêt homonyme. Le tunnel proprement dit, creusé sur 1 855 mètres sous la forêt à partir du contrebas de la terrasse, est prolongé aux deux extrémités par des tranchées couvertes afin de protéger le panorama de la terrasse,.
L'extrémité est du tunnel est directement connectée au viaduc de Montesson.